# Merry X'mas to U
「Merry X'mas to U」（メリー・クリスマス・トゥー・ユー）は、新選組リアンの5枚目のシングル。2011年12月14日にYOSHIMOTO R and Cから発売された。

## 概要
前作「色糸」から半年ぶりのリリースで、グループ生みの親でありプロデューサーであった島田紳助の芸能界引退後の最初のシングルである。新選組リアンは紳助の引退以降「スタッフを一新し、セルフプロデュースで活動を続けている」と明かしており、本作もセルフプロデュースで制作された。アキヤマ・オフィス在籍時に発売された最後のCDである。
グループ初のクリスマスソングである。楽曲制作全般を担当したSHOWはメンバーと同世代の人物（1989年生）で、自身初のプロデュース作品となった。
衣装はスーツタイプのもの。ミュージックビデオはイルミネーションが施された教会をバックに撮影された。YGAの山下春花が出演している。
初回限定盤と通常盤の2種形態での発売で、初回限定盤のカップリングには榊原徹士の全編英語詞によるソロ楽曲「YO YO」が収録されている。メンバーのソロ楽曲は関義哉の「プラットホーム」（アルバム『上京物語』収録）に次いで2作目となる。
発売当日には池袋サンシャインシティでイベントを行い、約1500人を動員した。ほかに12月31日のラゾーナ川崎プラザなど全国計5箇所でイベントを行ったほか、翌2012年1月には初の個別握手会を行った。

## 収録曲

### 初回限定盤
1. Merry X'mas to U （4:33）
  - 作詞・作曲・編曲：SHOW

テレビ東京系『ピラメキーノ』2011年12月度エンディングテーマ。
2. Nippon Try Again! （3:59）
  - 作詞：神田怜鴎、作曲：Donghoon Koh / Sungjin、編曲：Mitsu.J
3. YO YO （2:47）
  - 作詞・作曲・編曲：Andrew Jackson / Lee McCutcheon

榊原徹士ソロ楽曲。
4. Merry X'mas to U （Instrumental）
5. Nippon Try Again! （Instrumental）
6. YO YO （Instrumental）

### 通常盤
1. Merry X'mas to U
2. Nippon Try Again!
3. Merry X'mas to U （Instrumental）
4. Nippon Try Again! （Instrumental）

## 特典
- 6面12Pブックレット（初回限定盤のみ）
- メンバー直筆X'masカード（通常盤・初回生産分のみ）※山口純のみコピー[7]
- 全国握手会参加券（初回生産分のみ）